# Kristen Mann
Kristen Cherie Mann (Lakewood, 10 agosto 1983) è una cestista statunitense, professionista nella WNBA.

## Carriera
È stata selezionata dalle Minnesota Lynx al primo giro del Draft WNBA 2005 (11ª scelta assoluta).